# Xot de Siau
El xot de Siau (Otus siaoensis) és una espècie d'ocell de la família dels estrígids (Strigidae). Habita a l'illa de Siau, al nord de Sulawesi. El seu estat de conservació es considera en perill crític d'extinció.